# Al Butler
Elbert J. Butler, detto Al (Rochester, 9 luglio 1938 – 12 luglio 2000), è stato un cestista statunitense, professionista nella NBA.

## Carriera
Venne selezionato dai Boston Celtics al secondo giro del Draft NBA 1961 (22ª scelta assoluta).

## Palmarès
- Campione EPBL (1969)